# Plasmaferese
Plasmaferese is een geneeskundige behandeling waarbij het eigen bloedplasma van de patiënt wordt verwijderd, maar de zich erin bevindende bloedcellen niet. Afgetapt bloed wordt gescheiden waarna de patiënt de eigen bloedcellen weer terugkrijgt, hetzij in donorplasma, hetzij in een vervangende kunstmatige oplossing. Het gebeurt ook soms met een dialysetoestel waarin in plaats van een kunstnier een filter geplaatst wordt dat het plasma van de bloedcellen scheidt. De minuscule gaatjes in het filter zijn te klein om bloedcellen door te laten. 
Plasmaferese wordt wel gebruikt in situaties waarbij het bloed van de patiënt antistoffen bevat die hemzelf schaden en waarbij andere behandelingen niet voldoende helpen. De behandeling is niet zonder risico (besmetting door donorplasma met allerlei virussen blijft altijd een theoretische mogelijkheid), belastend voor de patiënt, en duur.
Plasmaferese wordt ook toegepast bij gezonde personen, namelijk bij donoren. In deze situatie wordt het plasma gebruikt voor productie van medicijnen (bloedproducten) en krijgt de donor de rest van het bloed terug. Zie hiervoor de lemma's Donor en bloeddonatie.

## Toepassingen
- Syndroom van Guillain-Barré
- Chronische inflammatoire demyeliniserende polyneuropathie
- Syndroom van Goodpasture
- Hyperviscositeitssyndromen:
  - Cryoglobulinemie
  - Paraproteïnemie
  - macroglobulinemie van Waldenström
- Myasthenia gravis
- Idiopathische trombocytopenische purpura (ITP)
- Trombotische trombocytopenische purpura (TTP)
- Granulomatose met polyangiitis (GPA) (ook bekend als de ziekte van Wegener of granulomatose van Wegener)